# Aron Hersch Żupnik

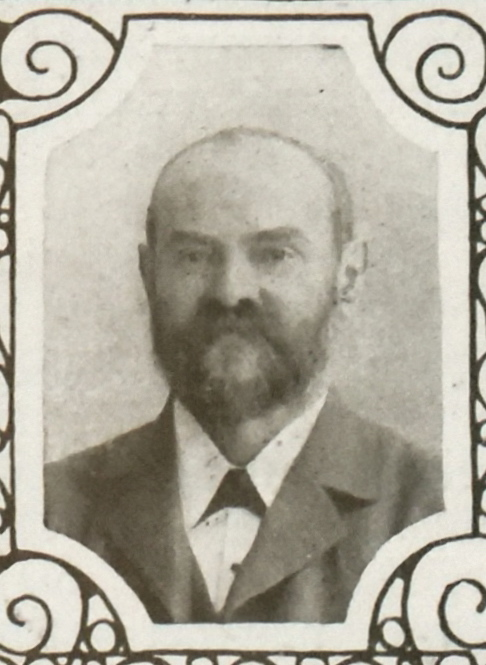
Aron Hersch Żupnik

Rabbinisch-wissenschaftliche Vorträge, Druck von A. H. Żupnik (1897)

Aron Hersch Żupnik (* 1848; † 1917), auch Aharon Hirsh Zupnik, war ein jüdischer Schriftsteller und Verleger in Galizien.

## Leben und Werk
Seine Schriften erschienen in Hamashber, Ha-Maggid und Haschachar. In seinen Schriften analysierte er jüdische Erziehung. Im Jahre 1883 gründete er in Drohobycz eine hebräische Druckerei und veröffentlichte die deutschsprachige Wochenzeitung Drohobyczer Zeitung mit hebräischen Buchstaben. Seine Absicht war es, die Ideen der Aufklärung und Emanzipation unter den Juden in Galizien zu verbreiten. Von Zeit zu Zeit gab es eine hebräische Ausgabe.
Er war auch Mitarbeiter der „Ẓiyyon“, einer Zeitschrift, die zunächst der hebräischen Literatur gewidmet war und unregelmäßig von 1885 bis 1888 erschien und später eine monatliche Fachzeitschrift (1896/97) wurde.
Seine Buchdruckerei A. H. Żupnik war erfolgreich und hatte auch Geschäftsbeziehungen zum Wiener Hof. Wahrscheinlich 1904 oder 1905 wurde er zum k.u.k. Hoflieferanten ernannt.

## Werke
- Ḳedushshat ha-Schem (Brody, 1867), ein historischer Roman mit einer Darstellung des jüdischen Lebens in Spanien, adaptiert von Ludwig Philippsons „Jakob Tirado“
- Toledot Abraham (Lemberg, 1869), eine Biographie von Abraham Cohn, einem Lemberger Prediger, die auch von religiösen Gruppen gebilligt wurde
- Emet u-Mischpat (Drohobycz, 1883), eine hebräische Übersetzung von Joseph von Wertheimers „Jüdische Lehre und Jüdisches Leben“ (auch in polnischer Sprache unter dem Titel „Nauka Zydowska“ veröffentlicht)
- Vom Heder zur Werkstätte (ib. 1884), ein deutscher Roman über das jüdische Leben in Galizien
- Zur Lösung der Judenfrage Durch die Juden (Berlin, 1885)[4]